# 皮普
阿曼多·克里斯蒂安·佩雷斯（英語：Armando Christian Pérez，1981年1月15日—）是美國古巴裔饒舌歌手，以其藝名“嘻哈鬥牛梗”（或作「嘻哈鬥牛犬」）或“皮普”（Pitbull）為人熟知。皮普的作品以常有其他歌手友情出演（featuring）而著名，而他本人也經常以同樣形式參與了其他歌手的作品。曾與嘻哈鬥牛梗合作的歌手包括Becky G、克莉絲汀、珍妮佛·羅培茲、夏奇拉、惡女凱莎、安立奎、佛羅·里達、尚恩·保羅、亞瑟小子、克里斯小子、Ne-Yo、Lil Jon & Claudia Leitte等，其中代表作包括與珍妮佛·洛佩茲合作的《On the Floor》、惡女凱莎的《Timber》、亞瑟小子的《DJ Got Us Fallin' in Love》、 克里斯小子的《International Love》和馬克·安東尼的《Rain Over Me》、與奧斯汀·瑪宏合作的《MMM Yeah》等。2014年，嘻哈鬥牛㹴與珍妮佛·洛佩茲再度合作，為巴西世界杯獻唱主題曲《We Are One (Ole Ola)》。同年，皮普和女子團體"G.R.L"合作推出《Wild Wild Love》，并在之后与John Ryan合作《Fireball》。
他的第一支錄音作品出自Lil Jon2002年專輯《Kings of Crunk》，隨後，在2004年他通過TVT唱片公司發布了自己的首張專輯《M.I.A.M.I.》（“Money Is a Major Issue”的縮寫。）。之後，他又在該唱片下發布了兩張專輯，分別是2006年的《El Mariel》和2007年的《The Boatlift》。 2009年，他推出了專輯《Rebelution》，其中包括兩支熱門歌曲“I Know You Want Me (Calle Ocho)”和“Krazy”，前者在公告牌百強單曲榜上攀至次席，在包括英國、加拿大、義大利和荷蘭等多國的榜單上進入前十，而後者在百強榜上排名第30位，在熱門饒舌歌曲榜上位列11。他後來通過索尼音樂，和Polo Grounds音樂公司簽約，並創立了自己的品牌Mr. 305 Inc。來自這張專輯的另外兩支單曲是『Blanco』和『Hotel Room Service』，後者在百強單曲榜上進入到第8的位置。《Rebelution》的全球數字單曲和專輯總銷售量也超過750萬。 
嘻哈鬥牛梗在有線電視頻道Mun2上主持一檔西班牙語節目，名為《La Esquina》（意為『角落』）。 2005年，皮普和饒舌歌手尚恩·庫姆斯合作創立了Bad Boy Latino，該公司專注於拉丁饒舌、拉丁靈魂樂和熱帶音樂，在邁阿密和紐約設有辦公室。 2014年，與Claudia Leitte及珍妮佛·洛佩茲為2014年世界盃足球賽演唱主題曲《We Are One (Ole Ola)》。

## 生涯

### 2014–现在: Globalization
2014年2月25日，嘻哈鬥牛㹴發售與美國錄音團體G.R.L.合作的新单曲"Wild Wild Love"。单曲在 Billboard 单曲百强榜中最高排名第30位。
2014年5月，传出嘻哈鬥牛㹴將特别主持並協助製作一場跨年现场演出的消息，本場演出名為嘻哈鬥牛㹴's New Year's Revolution，在2014年12月31日于迈阿密举办并由福克斯廣播公司播出。
2014年6月，宣布嘻哈鬥牛㹴将在好莱坞星光大道上拥有一颗星型奖章。
2014年7月23日，嘻哈鬥牛㹴发售与John Ryan合作的新单曲"Fireball"。几乎与此同时，嘻哈鬥牛㹴宣布第八张专辑Globalization将于2014年11月24日发售。

## 音樂作品
專輯
- 2004: M.I.A.M.I.
- 2006: El Mariel
- 2007: The Boatlift
- 2009: Rebelution(嘻哈狂潮)
- 2010: Armando(看家本領)
- 2011: Planet Pit(舞池星球)
- 2012: Global Warming
- 2014: Globalization

## 外部連結
- 官方網站 （页面存档备份，存于）
- 官方歌迷網站
- YouTube上的皮普頻道